# Женская судьба
«Женская судьба» (узб. Ayol Qismati) — драма 2022 года узбекского режиссёра Дильмурода Масаидова о судьбе женщины, которая вернулась в Узбекистан спустя 9 лет жизни в лагерях боевиков ИГИЛ в Сирии. Картина снята по заказу Агентства кинематографии Узбекистана при содействии и информационной поддержке СГБ. Картина основана на реальных событиях.

## Съемки и премьера фильма
Фильм «Женская судьба» — одна из серии картин, посвященных возвращению женщин и детей в Узбекистан в рамках операции «Мехр» («Милосердие») из лагерей экстремистов Сирии, Ирака и Афганистана. По словам режиссёра картины Дильмурода Масаидова, перед началом съемок ему удалось пообщаться с десятью женщинами, которые вернулись в Узбекистан из Сирии. Каждая из них рассказала свою историю о том, как оказалась в лагере боевиков и что там пережила. Прототипом главной героини фильма Сажиды стала женщина из Андижана, которая лично одобрила идею и съемку фильма. При этом актрисам встречаться со своими прототипами режиссёр запретил.
Премьера фильма в Узбекистане состоялась 8 сентября 2022 года в преддверии XIV Ташкентского международного кинофестиваля «Жемчужина шелкового пути». Фильм был переведен на несколько языков, в том числе на русский и турецкий. Премьера в России состоялась 25 декабря 2022 года.

## Сюжет
Брат и муж обычной жительницы Узбекистана Сажиды уезжают на заработки в Россию, где их вербуют исламисты из ИГИЛ. Транзитом через лагерь в Пакистане мужчин отправляют в Сирию. Обо всем этом становится известно на родине. Соседи осуждают семью Сажиды и требуют изгнать её из махалли вместе с двумя детьми. В итоге свекровь Сажиды идет на поводу у общественности и выгоняет женщину с детьми. Сажида безуспешно пробует найти себя в Андижане, но разочаровавшись уезжает к сестре в Казань. Её находит брат и уговаривает приехать к нему. Сажида отправляется в Москву, оттуда в Пакистан и, наконец, в Сирию, где по дороге теряет сына Салохитдина. В лагере боевиков она выживает на протяжении десяти лет. Терпит лишения и находится в постоянном стрессе. За это время она трижды выходит замуж, так как мужья гибнут один за другим. Теряет нерожденного ребёнка. Спустя годы она узнает, что её потерянный сын Салохитдин жив и воюет в одном из отрядов. Однако радость Сажиды длится недолго. Сын погибает в бою. Лагерь боевиков разбит. Второй сын также гибнет в перестрелке. Сажида очень сильно переживает и заболевает. Её выхаживает местная жительница. Женщину забирают в лагерь беженцев Аль-Хол солдаты Сирийской демократической армии. Оттуда она отправится на родину.

## Награды и премии
| Год  | Награда      | Категория             | Номинант           | Результат | Прим. |
| ---- | ------------ | --------------------- | ------------------ | --------- | ----- |
| 2024 | Золотая Хумо | Лучшая кинематография | Хусан Алиев        | Номинация | [ 8 ] |
| 2024 | Золотая Хумо | Лучшая актриса        | Раъно Шодиева      | Победа    | [ 8 ] |
| 2024 | Золотая Хумо | Лучший монтаж         | Тимур Киясов       | Номинация | [ 8 ] |
| 2024 | Золотая Хумо | Лучший режиссёр       | Дильмурод Масаидов | Номинация | [ 8 ] |
| 2024 | Золотая Хумо | Лучший фильм          | Аёл кисмати        | Победа    | [ 8 ] |

- Гран-при в номинации «Лучший художественный фильм» на кинофестивале Korkut Ata Film Festivali в Бурсе (2022).[9]
- Специальный приз кинофестиваля «За актуальность темы гуманизма и общечеловеческих ценностей» на кинофестивале «Лiстапад» в Минске (2022).[10]
- В феврале 2023 года исполнительница роли Сажиды Рано Шодиева стала победительницей в номинации «Лучший женский образ» на кинофестивале стран Шанхайской организации сотрудничества (The Shanghai Cooperation Organization Film Festival) в Мумбаи.[11]